# Douako
Douako är en ort i Guinea.   Den ligger i prefekturen Kouroussa och regionen Kankan Region, i den centrala delen av landet, 400 km öster om huvudstaden Conakry. Douako ligger 491 meter över havet och antalet invånare är 22 387.
Terrängen runt Douako är platt. Runt Douako är det ganska glesbefolkat, med 30 invånare per kvadratkilometer. Det finns inga andra samhällen i närheten. I omgivningarna runt Douako växer huvudsakligen savannskog.